# ココロ、オドルほうで。
「ココロ、オドルほうで。」は、2023年1月1日にUNIVERSAL MUSIC JAPANから配信された、meiyoのメジャー7作目の楽曲。

## 背景
前作『未完成レゾナンス』以来約1か月ぶりのリリースとなった。meiyoの楽曲で、自身が作詞作曲を行わない楽曲は本作が初となる。
本作は、au三太郎シリーズ「ココロ、オドルほうで。」編CMソングとして書き下ろされた楽曲で、CMは本作の配信開始日と同日にオンエアを開始した。

## 収録内容
| #         | タイトル                   | 作詞      | 作曲      | 編曲      | 時間 |
| --------- | -------------------------- | --------- | --------- | --------- | ---- |
| 1.        | 「ココロ、オドルほうで。」 | 篠原誠    | 飛内将大  | 飛内将大  | 3:11 |
| 合計時間: | 合計時間:                  | 合計時間: | 合計時間: | 合計時間: | 3:11 |